# Interstate 29
Interstate 29 (I-29) é uma rodovia interestadual no Centro-Oeste dos Estados Unidos. De sul a norte a rodovia passa por Missouri, Iowa, Dakota do Sul e Dakota do Norte. A I-29 vai de Kansas City, Missouri, em um cruzamento com a I-35 e a I-70, até a fronteira com o Canadá, perto de Pembina, Dakota do Norte, onde se conecta com a Manitoba Provincial Trunk Highway 75 (PTH 75), que continua até Winnipeg. A estrada segue o curso de três grandes rios, todos formando as fronteiras dos estados dos EUA. A parte sul da I-29 segue de perto o Rio Missouri, de Kansas City em direção ao norte até Sioux City, Iowa, onde cruza e segue paralelamente o Rio Big Sioux. No terço norte da rodovia, ela segue de perto o Rio Vermelho do Norte. As principais cidades às quais a I-29 se conecta incluem (de sul para norte) Council Bluffs, Iowa; Sioux City, Iowa; Sioux Falls, Dakota do Sul; Fargo, Dakota do Norte; e Grand Forks, Dakota do Norte.

## Interstate 31
A parte de Fargo, Dakota do Norte, até a fronteira entre o Canadá e os Estados Unidos foi originalmente considerada para ser designada como Interstate 31 (I-31) em 1957 para a atual I-29. Nenhuma rodovia foi inicialmente planejada ao sul de Fargo. No entanto, em 1958, foi decidido conectar a I-29 e a I-31 entre Sioux Falls e Fargo. A rodovia inteira foi então construída e numerada como I-29.